# Exfoliative Ichthyose
Die Exfoliative Ichthyose, von Exfoliation, Ablösung von Zellen, vor allem der oberflächlichen Zelllagen von Epithelien, ist eine sehr seltene angeborene zu den Ichthyosen zählende Hautkrankheit.
Allerdings wird der Begriff unterschiedlich auch als Synonym verwendet:
- für Netherton-Syndrom[2]
- für Epidermolytische superfizielle Ichthyose (Ichthyosis bullosa Siemens)[3]
- für Peeling-Skin-Syndrom[4][5]

Entsprechend weit sind die Synonyme gefasst: Ichthyose, exfoliative, autosomal-rezessive; AREI;  Peeling skin syndrome 4; PSS4; Peeling skin syndrome 5; PSS5; Ichthyosis Bullosa of Siemens-Like.
Nach der Datenbank Orphanet entspricht die exfoliative Ichthyose dem Peeling-Skin-Syndrom Typ 4 (PSS4).

## Verbreitung
Die Häufigkeit ist nicht bekannt, die Vererbung erfolgt autosomal-rezessiv.

## Ursache
Der Erkrankung liegen Mutationen im CSTA8-Gen auf Chromosom 3 Genort q21.1 zugrunde, welches für Cystatin A kodiert.
Varianten mit anderen Genveränderungen können vorkommen.

## Klinische Erscheinungen
Klinische Kriterien sind:
- Manifestation bereits im Kindesalter
- Sich abschälende Haut an Hand- und Fußinnenflächen (palmoplantar)
- Verschlechterung durch Nässe und Behinderung der Hautatmung (feuchte Kammer)
- Trockene, schuppende Haut am übrigen Körper
- Eventuell Juckreiz und vermindertes Schwitzen

Histologisch verminderte Zelladhäsion in der Oberhaut, auffallendes Zellödem, zahlreiche Ansammlungen von Keratinfilamenten in den basalen Keratinozyten und Störung der „Hautschranke“ (epidermal barrier).